# موتور جستجوی وب
| سال  | موتور                          | وضعیت فعلی                                                        |
| ---- | ------------------------------ | ----------------------------------------------------------------- |
| ۱۹۹۳ | ناتی سرچ                       | غیرفعال                                                           |
| ۱۹۹۳ | جامپ‌استیشن                     | غیرفعال                                                           |
| ۱۹۹۳ | خزشگر وب جهان گستر             | غیرفعال                                                           |
| ۱۹۹۴ | WebCrawler                     | فعال                                                              |
| ۱۹۹۴ | Go.com                         | غیرفعال، تغییر مسیر به دیزنی                                      |
| ۱۹۹۴ | لایکس                          | فعال                                                              |
| ۱۹۹۴ | Infoseek                       | غیرفعال، تغییر مسیر به دیزنی                                      |
| ۱۹۹۵ | یاهو! جستجو                    | فعال، در ابتدا یک تابع جستجو برای فهرست‌های یاهو                   |
| ۱۹۹۵ | ارتباطات داوم                  | فعال                                                              |
| ۱۹۹۵ | اکسایت                         | فعال                                                              |
| ۱۹۹۵ | ساپو                           | فعال                                                              |
| ۱۹۹۵ | MetaCrawler                    | فعال                                                              |
| ۱۹۹۵ | AltaVista                      | غیرفعال، تصاحب‌شده توسط یاهو! در ۲۰۰۳, از ۲۰۱۳ تغییر مسیر به یاهو! |
| ۱۹۹۶ | بایدو                          | غیرفعال، گنجانده شده در بایدو در ۲۰۰۰                             |
| ۱۹۹۶ | Dogpile                        | فعال                                                              |
| ۱۹۹۶ | Inktomi                        | غیرفعال، تصاحب‌شده توسط یاهو!                                      |
| ۱۹۹۶ | HotBot                         | فعال                                                              |
| ۱۹۹۶ | اسک دات کام                    | فعال، (تغییر نام به ask.com)                                      |
| ۱۹۹۷ | AOL NetFind                    | فعال (تغییر نام به یاهو! جستجو از ۱۹۹۹)                           |
| ۱۹۹۷ | Northern Light                 | غیرفعال                                                           |
| ۱۹۹۷ | یاندکس                         | فعال                                                              |
| ۱۹۹۸ | جستجوگر گوگل                   | فعال                                                              |
| ۱۹۹۸ | Ixquick                        | فعال به عنوان Startpage.com                                       |
| ۱۹۹۸ | بینگ                           | فعال به عنوان Bing                                                |
| ۱۹۹۸ | empas                          | غیرفعال (ادغام‌شده با NATE)                                        |
| ۱۹۹۹ | AlltheWeb                      | غیرفعال (تغییر مسیر به یاهو!)                                     |
| ۱۹۹۹ | GenieKnows                     | فعال، تغییر نام به Yellowee (تغییر مسیر به justlocalbusiness.com) |
| ۱۹۹۹ | موتور جستجوی ناور              | فعال                                                              |
| ۱۹۹۹ | Teoma                          | فعال (© APN, LLC)                                                 |
| ۲۰۰۰ | بایدو                          | فعال                                                              |
| ۲۰۰۰ | اکسالید                        | غیرفعال                                                           |
| ۲۰۰۰ | Gigablast                      | فعال                                                              |
| ۲۰۰۱ | Kartoo                         | غیرفعال                                                           |
| ۲۰۰۳ | Info.com                       | فعال                                                              |
| ۲۰۰۴ | A9.com                         | غیرفعال                                                           |
| ۲۰۰۴ | Clusty                         | فعال (به عنوان Yippy)                                             |
| ۲۰۰۴ | Mojeek                         | فعال                                                              |
| ۲۰۰۴ | سوگو کورپوریشن                 | فعال                                                              |
| ۲۰۰۵ | SearchMe                       | غیرفعال                                                           |
| ۲۰۰۵ | KidzSearch                     | فعال، جستجوی گوگل                                                 |
| ۲۰۰۶ | Soso                           | غیرفعال، ادغام‌شده با سوگو کورپوریشن                               |
| ۲۰۰۶ | Quaero                         | غیرفعال                                                           |
| ۲۰۰۶ | سی‌بی‌اس اینتراکتیو              | فعال                                                              |
| ۲۰۰۶ | ChaCha                         | غیرفعال                                                           |
| ۲۰۰۶ | اسک دات کام                    | فعال                                                              |
| ۲۰۰۶ | بینگ                           | فعال به عنوان Bing، تغییر نام به MSN Search                       |
| ۲۰۰۷ | wikiseek                       | غیرفعال                                                           |
| ۲۰۰۷ | Sproose                        | غیرفعال                                                           |
| ۲۰۰۷ | Wikia Search                   | غیرفعال                                                           |
| ۲۰۰۷ | Blackle.com                    | فعال، جستجوی گوگل                                                 |
| ۲۰۰۸ | پاورست                         | غیرفعال (تغییر مسیر به Bing)                                      |
| ۲۰۰۸ | Picollator                     | غیرفعال                                                           |
| ۲۰۰۸ | Viewzi                         | غیرفعال                                                           |
| ۲۰۰۸ | Boogami                        | غیرفعال                                                           |
| ۲۰۰۸ | LeapFish                       | غیرفعال                                                           |
| ۲۰۰۸ | غیرفعال (تغییر مسیر به Ecosia) |                                                                   |
| ۲۰۰۸ | داک‌داک‌گو                       | فعال                                                              |
| ۲۰۰۹ | بینگ                           | فعال، تغییر نام به Live Search                                    |
| ۲۰۰۹ | Yebol                          | غیرفعال                                                           |
| ۲۰۰۹ | Mugurdy                        | غیرفعال به دلیل کمبود بودجه                                       |
| ۲۰۰۹ | Scout (Goby)                   | فعال                                                              |
| ۲۰۰۹ | NATE                           | فعال                                                              |
| ۲۰۰۹ | اکوزیا                         | فعال                                                              |
| ۲۰۰۹ | Startpage.com                  | فعال، موتور خواهر Ixquick                                         |
| ۲۰۱۰ | Blekko                         | غیرفعال، فروخته‌شده به IBM                                         |
| ۲۰۱۰ | Cuil                           | غیرفعال                                                           |
| ۲۰۱۰ | یاندکس (انگلیسی)               | فعال                                                              |
| ۲۰۱۰ | پارسی‌جو                        | غیرفعال                                                           |
| ۲۰۱۱ | YaCy                           | فعال، همتابه‌همتا                                                  |
| ۲۰۱۲ | Volunia                        | غیرفعال                                                           |
| ۲۰۱۳ | Qwant                          | فعال                                                              |
| ۲۰۱۴ | اگرین                          | فعال، کردی / سورانی                                               |
| ۲۰۱۴ | Swisscows                      | فعال                                                              |
| ۲۰۱۴ | Searx                          | فعال                                                              |
| ۲۰۱۵ | یوز                            | غیرفعال                                                           |
| ۲۰۱۵ | Cliqz                          | غیرفعال                                                           |
| ۲۰۱۶ | Kiddle                         | فعال، جستجوی گوگل                                                 |
| ۲۰۲۰ | Petal Search                   | فعال                                                              |

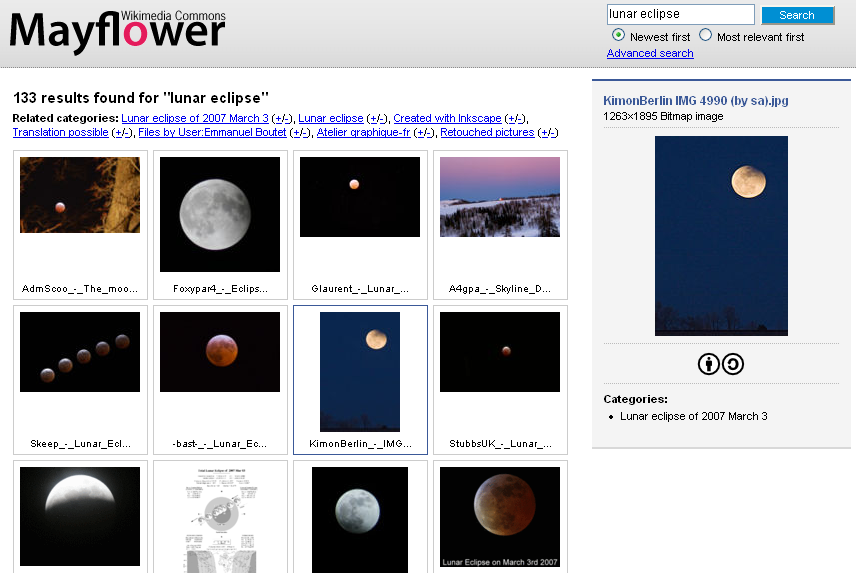
نتایج جستجوی عبارت «ماه گرفتگی» در یک موتور جستجوی تصویر در وب

موتور جستجوی وب یا جویشگر (به انگلیسی: Web search engine) موتور جستجو و ابزاری است که به منظور جُستجو در وب برای به‌دست آوردن اطلاعات درخواست شده، به کار می‌رود. نتایج یافته شده به‌طور معمول در صفحه‌ای با عنوان صفحهٔ نتایج جستجو فهرست می‌شوند.
با استفاده از کلمهٔ کلیدی (کلیدواژه) که در واقع توضیحی است کوتاه دربارهٔ آنچه لازم است در اینترنت پیدا شود، کلمه کلیدی باید تا آنجا که ممکن است کوتاه، جزئی، قابل فهم و دقیق باشد. به غیر از وارد کردن کلمهٔ مستقیم، می‌توان با استفاده از عملگرهایی عمل جستجو را دقیق‌تر و منظم‌تر انجام داد.

## عملکرد
موتورهای جستجوی وب برای آنکه بتوانند به درخواست‌ها و جستجوهای کاربران پاسخ مناسبی بدهند باید خزیدن در وب‌سایت‌ها و ایندکس کردن صفحات را انجام دهند.
وظیفه اصلی موتورهای جستجو این است که بهترین نتیجه را به جستجوی کاربر ارائه دهند. هنگامی که کاربر یک پرس و جو را در موتور جستجو انجام می‌دهد، صفحه نتایج موتور جستجو (SERP) که حاوی نتایج است به کاربر نمایش داده می‌شود. نتایج یافت شده بر اساس ارتباط با پرس و جوی کاربر رتبه‌بندی می‌شوند. نحوه انجام رتبه‌بندی در موتورهای جستجو متفاوت است. موتورهای جستجو مثل گوگل، مدام الگوریتم‌های خود را تغییر می‌دهند و بروز می‌کنند تا تجربه کاربر از جستجو را بهبود بخشند. هدف آنها این است که ابتدا درک کنند چگونه کاربران جستجو می‌کنند و چه چیزی را جستجو می‌کنند و سپس به آنها بهترین پاسخ‌ها را نمایش دهند. 

### خزیدن در وب‌سایت‌ها و ایندکس کردن صفحات
موتورهای جستجو با استفاده از خزنده‌های خود می‌توانند تمامی صفحات و فایل‌های موجود در وب را ایندکس کنند. این خزنده‌ها با ورود به هر صفحه به دنبال لینک‌ها هستند تا با دنبال کردن آن‌ها وارد صفحات جدید شوند. با این روش، موتورهای جستجو می‌توانند تمامی صفحات موجود در وب را ایندکس کنند.

### رتبه‌بندی وب‌سایت‌ها و نمایش بهترین نتایج
اصلی‌ترین وظیفه موتورهای جستجوی وب، ارائه بهترین و مرتبط‌ترین نتایج به کاربران است. موتورهای جستجو برای آنکه بتوانند بهترین نتایج را هنگام جستجوی یک عبارت خاص به کاربران نمایش دهند، قوانین و استانداردهایی برای وب سایت‌ها تعریف کرده‌اند تا بتوانند علاوه بر دسترسی ساده‌تر به صفحات وب سایت‌ها، محتوای موجود در صفحات را بهتر درک کنند. با این کار، موتورهای جستجو می‌توانند وب سایت‌های که دارای بیشترین ارتباط معنایی با عبارت جستجو شده توسط کاربر هستند در رتبه‌های بالاتری در نتایج جستجو قرار دهند.

#### موتورهای جستجو چگونه کار می‌کنند
موتورهای جستجو برای ایجاد نتیجه یک جستجو، تعدادی فعالیت انجام می‌دهند:
- خزش: خزش فرایند واکشی تمام صفحات وب لینک شده به یک وب سایت؛ که با استفاده از نرم‌افزارهایی به نام خزشگر انجام می‌شود. خزشگر گوگل نام دارد.
- اندیس‌گذاری: اندیس گذاری فرایند ایجاد اندیس برای تمام صفحات واکشی شده و ذخیره و نگهداری این اندیس‌ها در یک پایگاه داده بسیار بزرگ که در آینده استفاده شوند. به عبارتی، فرایند اندیس گذاری از یک طرف شناسایی کلمات و عباراتی است که صفحه را به خوبی توصیف می‌کند و از طرف دیگر انتصاب کلمات کلیدی یافت شده به صفحه می‌باشد.
- پردازش: وقتی درخواست جستجو به موتور جستجو می‌رسد، موتور جستجو آن را پردازش می‌کند. در واقع موتور جستجو رشته جستجو را با صفحات اندیس شده در پایگاه داده مقایسه می‌کند.
- محاسبه ارتباط: از آنجایی که ممکن است بیشتر از یک صفحه حاوی رشته جستجو باشند، بنابراین موتور جستجو شروع به محاسبه ارتباط هر صفحه با رشته جستجو می‌کند.
- برگرداندن نتیجه: آخرین گامی که موتور جستجو انجام می‌دهد، بازیابی بهترین نتیجه منطبق می‌باشد. به عبارت ساده، این فعالیت چیزی نیست جز نمایش اطلاعات در مرورگر.

### بهینه‌سازی موتورهای جستجو
سئو مخفف عبارت Search Engine Optimization به معنی «بهینه‌سازی موتورهای جستجو» است و به مجموعه اقدامات برنامه‌ریزی شده و دقیقی گفته می‌شود که رنکینگ سایت شما را در رتبه‌بندی موتورهای جستجو بهبود می‌بخشد. سئو سایت باید توسط متخصصان سئو صورت گیرد. سئو را برخی اوقات نیز SEO Copywriting نیز می‌گویند زیرا بیشتر تکنیک‌هایی که در آن استفاده می‌شود به محتوا مربوط می‌شود. تمام حرف سئو بهینه‌سازی سایت برای موتورهای جستجو است و به صورت کلی فرایندی است که باعث می‌شود یک وب سایت رتبه خوبی در موتورهای جستجو به دست آورد. سئو زیر مجموعه ای از بازاریابی موتورهای جستجو است. بازاریابی سئو یعنی آگاهی از نحوه کار الگوریتم‌های جستجو و شناخت اینکه کاربران اینترنت چه چیزهایی را جستجو می‌کنند.

#### انواع سئو
1. عنوان صفحه[الف]
2. تگ توضیحات[ب]
3. متاتگ‌ها کلمه کلیدی
4. ساختاربندی مکان‌یاب منبع یکسان
5. تگ‌های بدنه

اما در سئو خارجی موارد مورد بحث و بررسی متفاوت است که مهم‌ترین آنها لینک سازی می‌باشد؛ لینک سازی را می‌توان در جاهای مختلفی انجام داد که چند عدد از بهترین محل‌ها برای لینک سازی را در ادامه معرفی می‌شود:
1. شبکه‌های اجتماعی
2. فروم و انجمن‌ها
3. ثبت نام در دایرکتوری‌ها
4. استفاده از بوکمارک کردن

## انواع جستجو
- جستجو پیشرفته[۱۷]
- جستجو زنده
- جستجو تصویری
- جستجو ویدئویی
- جستجو علمی

## فهرست موتورهای جستجو
- جستجوگر گوگل
- داک داک گو
- بینگ مایکروسافت
- یاهو
- اسک دات کام
- ای او ال
- یاندکس
- آرشیو اینترنت
- بایدو
- ولفرام آلفا[۱۸][۱۹][۲۰]

#### موتورهای جستجوی ساخته شده شرکت‌های ایرانی
- پارسی‌جو[۲۱][۲۲]
- جس جو[۲۳]
- ویکی پولیا[۲۴]
- ذره بین[۲۵]
- گردو
- گنجه[۲۶]
- میرانو
- یوز
- فارسجو

## سهم بازار
تا تاریخ ژوئن ۲۰۲۱، موتورجستجو گوگل بیشترین سهم با ۹۲٫۴۹٪جستجوهای انجام شده در دنیا را دارد. بقیهٔ موتورهای پراستفاده این‌ها بودند:

## یادداشت
1. ↑  Page Title
2. ↑  Meta Description